# Hrabstwo Lawrence (Indiana)

Piramida wieku hrabstwa

Hrabstwo Lawrence (ang. Lawrence County) – hrabstwo w stanie Indiana w Stanach Zjednoczonych.

## Geografia
Według spisu z 2010 roku obszar całkowity hrabstwa obejmuje powierzchnię 451,93 mili2 (1170,49 km²), z czego 449,17 mili2 (1163,34 km²) stanowią lądy, a 2,76 mili2 (7,15 km²) stanowią wody. Według szacunków United States Census Bureau w roku 2012 miało 46 078 mieszkańców. Jego siedzibą administracyjną jest Bedford.

### Miasta
- Bedford
- Mitchell
- Oolitic

### CDP
- Avoca
- Williams